# Franck Sylvestre
Franck Sylvestre, né à Drancy de parents martiniquais en 1969, est un comédien, musicien, conteur et slameur québécois,,,,,.

## Biographie
Après des études en théâtre à Paris, Franck Sylvestre arrive à Montréal en 1995,. Il poursuit, en 1998, son parcours scolaire en création littéaire à l'Université de Québec à Montréal,,.
Alors avoir étudié pour devenir comédien, l'artiste est bouleversé par la lecture d'un conte africain, ce qui lui donne envie de devenir conteur. Après une première prestation en public, le conteur André Lemelin l'invite au Sergent Recruteur et l'initie à l'univers du conte,.
À partir de 1990, Sylvestre fait des spectacles de conte et des ateliers de percussion dans les écoles, en plus de participer à presque tous les festivals de contes au Québec, dont les Dimanches du conte,,. En 2010, avec la collaboration des élèves de l'école montréalaise Sophie Barat, il publie les Contes du ciel et de la terre aux éditions Planète Rebelle.
Son spectacle Âme en exil, qui mélange conte, musique et poésie, « est la transposition scénique de son livre-disque Histoires slammées ». Réunissant neuf pièces musicales, sa prestation « raconte son parcours de migrant et de voyageur ». Son spectacle a d'ailleurs fait la tournée des Maisons de la culture, en plus de jouer à la Maison Félix-Leclerc, au théâtre Beaubois et au Centre des loisirs du Saint-Laurent. Il était accompagné d'Antoine Saint Maur, Guillaume Soucy et Jocelyn Pelletier pour la conception vidéo, la musique ainsi que la mise en scène.
Il effectue également une tournée pour le spectacle Le Sacré chœur de Gilgamesh avec la conteuse Nadine Walsh.
En tant que comédien, il joue avec le théâtre des Deux Mondes, The Other Theater, et le théâtre Décalage. Il joue également dans les films Sortie 67, Elvis Gratton 2 et le documentaire Les mains noires.
Inspiré par ses racines, il crée une série de trois contes autour de l'œuvre de Patrick Chamoiseau : Le Fossoyeur, inspiré du roman Chronique des sept misères, puis L'envol de Solibo et La matière de l'absence.
En 2020, il présente, dans le cadre du Mois de l'Histoire des Noirs, le spectacle Le Fossoyeur.

## Œuvres

### Jeunesse
- Contes du ciel et de la terre, Montréal, Planète rebelle, 2010, 56 p.  (ISBN 978-2-923735-05-4).
- Diabou N'dao et le lion, illustrations de Yves Dumont, Montréal, Les Éditions de la Bagnole, 2014  (ISBN 9782897141066).
- L'incroyable secret de Barbe Noire, illustrations de Enzo, Montréal, Planète rebelle, coll. « Conter fleurette », 2016  (ISBN 9782924174807).
- Le lion et le singe, illustrations de Élise Kasztelan, Montréal, Planète rebelle, coll. « Conter fleurette », 2020  (ISBN 9782924797891 et 2924797896).

### Contes
- Histoires slammés, Montréal, Planète rebelle, coll. « Paroles », 2017, 91 p.  (ISBN 9782924174951).

### Interprétation
- Grindel et le bouc de Noël, Sylvi Belleau, Montréal, Planète rebelle, 2013  (ISBN 9782924174067).
- Sacré choeur de Gilgamesh, de Nadine Walsh, Montréal, Planète rebelle, coll. « Paroles », 2019, 86 p.  (ISBN 9782924797273 et 2924797276).
- Contes d'Afrique, de Abakar Adam Abaye, Montréal, Planète rebelle, coll. « Conter fleurette », 2019  (ISBN 9782924797365).

### Musique
- Il faudra bien qu'un jour..., avec Guillaume Soucy[14]

## Prix et honneurs
- 2017 : lauréat du Prix de la Plume de Paon du livre-disque pour L'incroyable secret de Barbe Noire[7]
- 2018 : en nomination pour le prix des P'tits Molières pour Le Fossoyeur[7]
- 2021 : lauréat du Prix Coup de cœur de l'Académie Charles-Cros, catégorie contes, pour Le lion et le singe[5],[15]